# Winter Cup 2023
A Winter Cup 2023 é uma competição de ginástica artística realizada no Freedom Hall em Louisville, Kentucky, de 24 a 26 de fevereiro de 2023. À semelhança dos últimos anos, esta competição incluiu a ginástica masculina e feminina.

## Antecendentes
Louisville foi escolhida como anfitriã do evento em dezembro de 2022.

## Calendário de competição
A competição contará com competições sênior e juvenil para ambas as disciplinas femininas e masculinas. O cronograma da competição foi o seguinte (todos os horários na Zona de Tempo Oriental).
Sexta-feira, 24 de fevereiro:
- Winter Cup – Sênior Masculino – Dia 1, 1:30 p.m.
- Nastia Liukin Cup, 7:30 p.m.

Sábado, 25 de fevereiro:
- Winter Cup – Sênior Feminino, 12:30 p.m.
- Elite Team Cup, 6:00 p.m.

Domingo, 26 de fevereiro:
- Winter Cup – Juvenil Feminino, 12:00 p.m.
- Winter Cup – Sênior e Juvenil Masculino – Dia 2, 5:30 p.m.

## Medalhistas
| Evento              | Ouro                   | Prata             | Bronze             |
| ------------------- | ---------------------- | ----------------- | ------------------ |
| Sênior Feminino     |                        |                   |                    |
| Individual geral    | Lexi Zeiss             | Ashlee Sullivan   | Nola Matthews      |
| Salto               | Joscelyn Roberson      | Addison Fatta     | —                  |
| Barra assimétricas  | Zoe Miller             | Charlotte Booth   | Myli Lew           |
| Trave               | Skye Blakely           | Joscelyn Roberson | Ashlee Sullivan    |
| Solo                | Kaliya Lincoln         | Joscelyn Roberson | Ashlee Sullivan    |
| Juvenil Feminino    |                        |                   |                    |
| Individual geral    | Hezly Rivera           | Jayla Hang        | Kieryn Finnell     |
| Salto               | Lailah DanzyJayla Hang | —                 | Zoey Molomo        |
| Barras assimétricas | Jayla Hang             | Gabrielle Hardie  | Zoey Molomo        |
| Trave               | Hezly Rivera           | Kieryn Finnell    | Claire Pease       |
| Solo                | Hezly Rivera           | Gabrielle Hardy   | Jayla Hang         |
| Sênior Masculino    |                        |                   |                    |
| Individual geral    | Yul Moldauer           | Fred Richard      | Asher Hong         |
| Solo                | Kameron Nelson         | Shane Wiskus      | Connor McCool      |
| Cavalo com alças    | Ian Skirkey            | Ignacio Yockers   | Stephen Nedoroscik |
| Argolas             | Alex Diab              | Riley Loos        | Shane Wiskus       |
| Salto               | Kameron Nelson         | —                 | —                  |
| Barras paralelas    | Curran Phillips        | Blake Sun         | Shane Wiskus       |
| Barra fixa          | Curran Phillips        | Landen Blixt      | Ian Gunther        |

## Nastia Liukin Cup
A 14ª Nastia Liukin Cup anual foi realizada em conjunto com a Winter Cup 2023. Um total de 40 ginastas avançou para a competição, tornando-se um dos maiores campos da história do evento.

## Medalhistas
| Evento           | Ouro                  | Prata                         | Bronze         |
| ---------------- | --------------------- | ----------------------------- | -------------- |
| Sênior           |                       |                               |                |
| Individual geral | Kailin ChioAvery Neff | —                             | Madison Ulrich |
| Juvenil          |                       |                               |                |
| Individual geral | Addy Fulcher          | Olivia VandevanderImani White | —              |